# Bundesgartenschau 1957

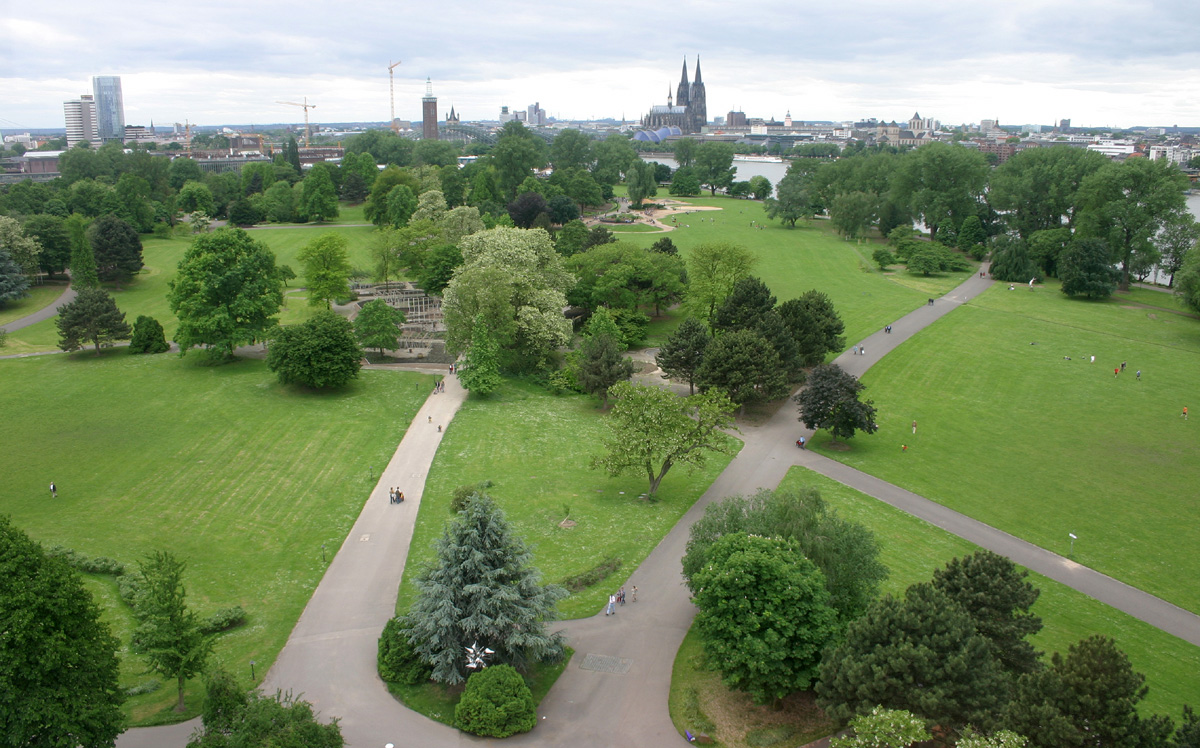
Der Rheinpark von der Kölner Seilbahn aus gesehen (2006)

Die Bundesgartenschau 1957 fand vom 29. April bis 24. Oktober 1957 in Köln statt und war die erste Bundesgartenschau in Nordrhein-Westfalen. Dazu entstand auf der rechten Rheinseite zwischen den Stadtteilen Deutz und Mülheim der Rheinpark neu. Die Gartenschau stand noch im Zeichen des Wiederaufbaus und der Beseitigung der Schäden des Zweiten Weltkriegs. Um die linksrheinisch gelegenen Anlagen des Zoologischen Gartens und der Flora mit dem Rheinpark zu verbinden, entstand mit der Kölner Seilbahn die erste einen Fluss überquerende Seilbahn Deutschlands.
Die Gartenschau umfasste ein Gebiet von 480.000 m² und erreichte eine Besucherzahl von 4,3 Millionen Menschen. An gleicher Stelle wurde ebenfalls die Bundesgartenschau 1971 abgehalten.

## Vorgeschichte

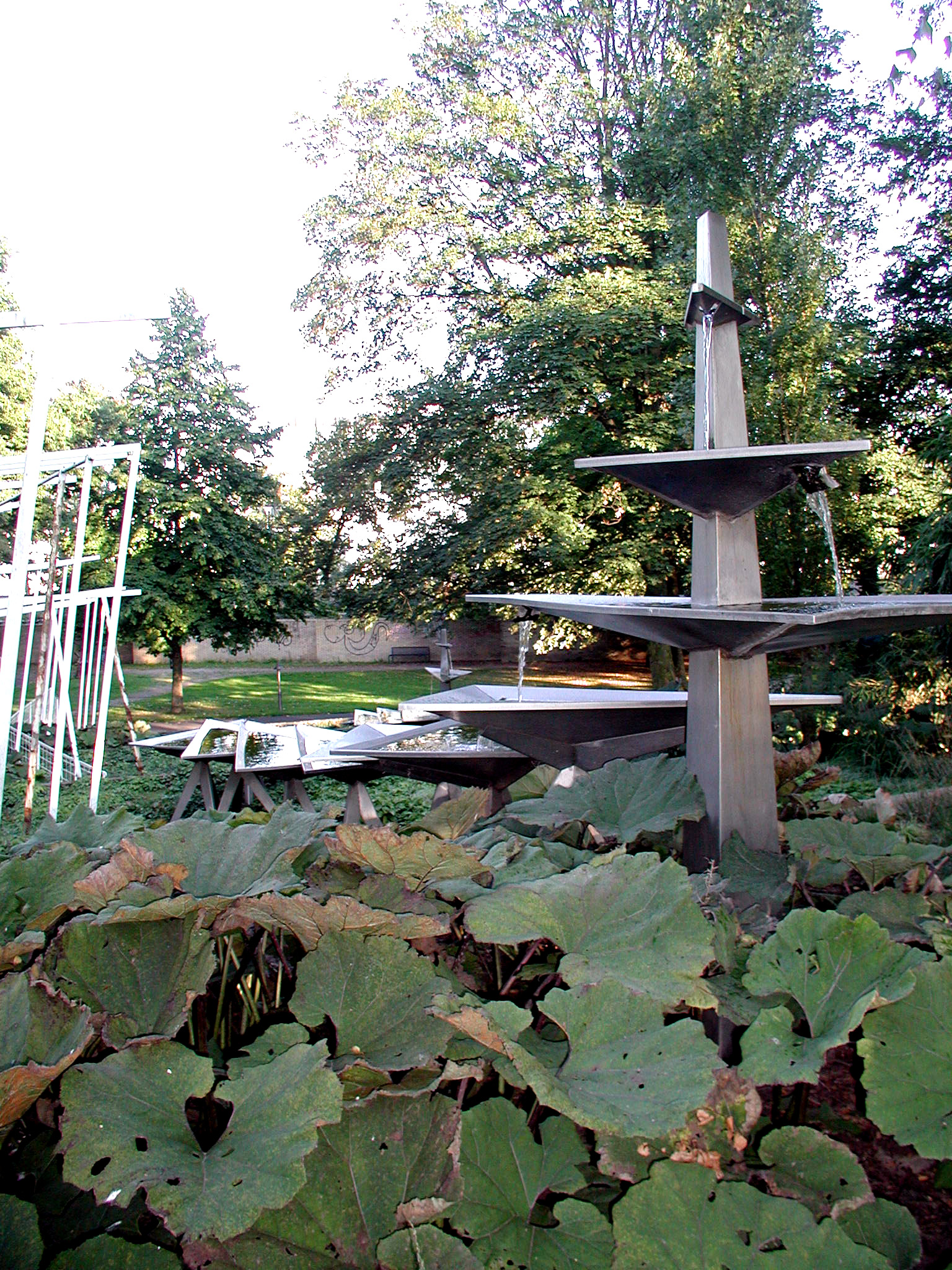
Wasserterrasse (Herta Hammerbacher)

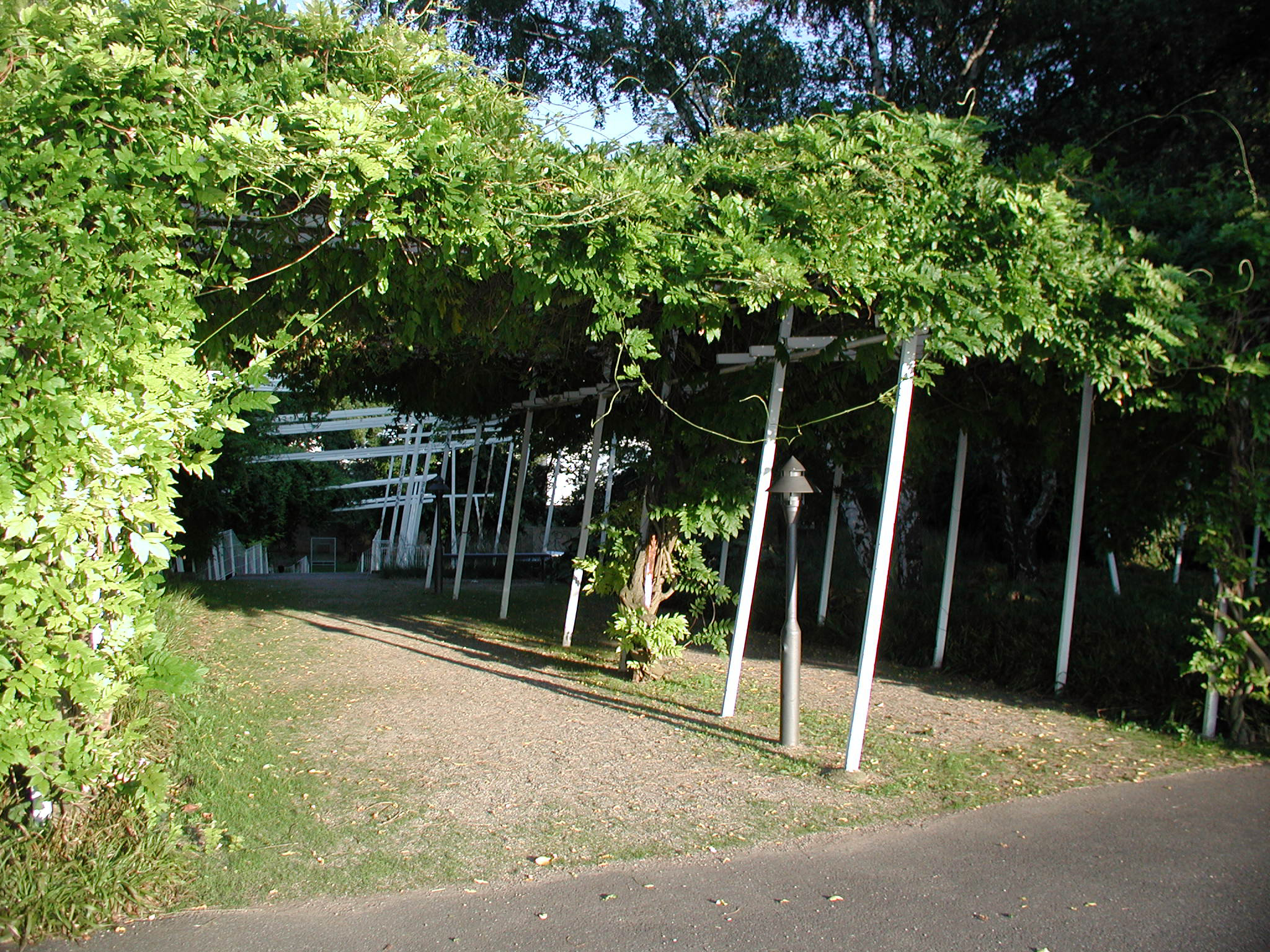
Laubengarten

Ende des Jahres 1953 erhielt Köln als dritte Stadt den Zuschlag, eine dieser in zweijährigem Turnus stattfindenden Ausstellungen durchzuführen. Als Ausstellungsgelände wählte man den noch verwüsteten Rheinpark. Ein Anfang 1954 durchgeführter Ideenwettbewerb brachte viele Anregungen, die in die Gesamtplanung des konzipierenden Teams aufgenommen wurden. Preisträger waren Herta Hammerbacher (1900–1985), Günther Schulze (1927–1994), Joachim Winkler (* 1928) und Friedrich Schaub (1910–2002). Die künstlerische Gesamtleitung der konkreten Planungen der „BUGA“ hatte der Kölner Gartendirektor Kurt Schönbohm.
Kurt Schönbohm hatte vor und nach dem Krieg eng mit Hermann Mattern zusammengearbeitet und dort Erfahrungen bei der Ausrichtung der Stuttgarter Reichsgartenschau 1939 und der 1950 veranstalteten Deutschen Gartenschau auf dem Höhenpark Killesberg sammeln können. Diese Zusammenarbeit bestand fort und zeigt sich noch heute im erhaltenen Werk „Wasserterrasse“ von Herta Hammerbacher. Die erste Professorin für Landschafts- und Gartengestaltung an der TU Berlin war mit Mattern verheiratet.
Hatte die Landschaftsgestaltung des Parkareals unter Encke und Nußbaum bis zu Schönbohms Amtsantritt 1951 ihre Basis in der natürlichen Auenlandschaft mit hohen Schwarzpappeln und Silberweiden gesehen, so wandelte sich dies nun zu einer der Zeit angepassten Form.

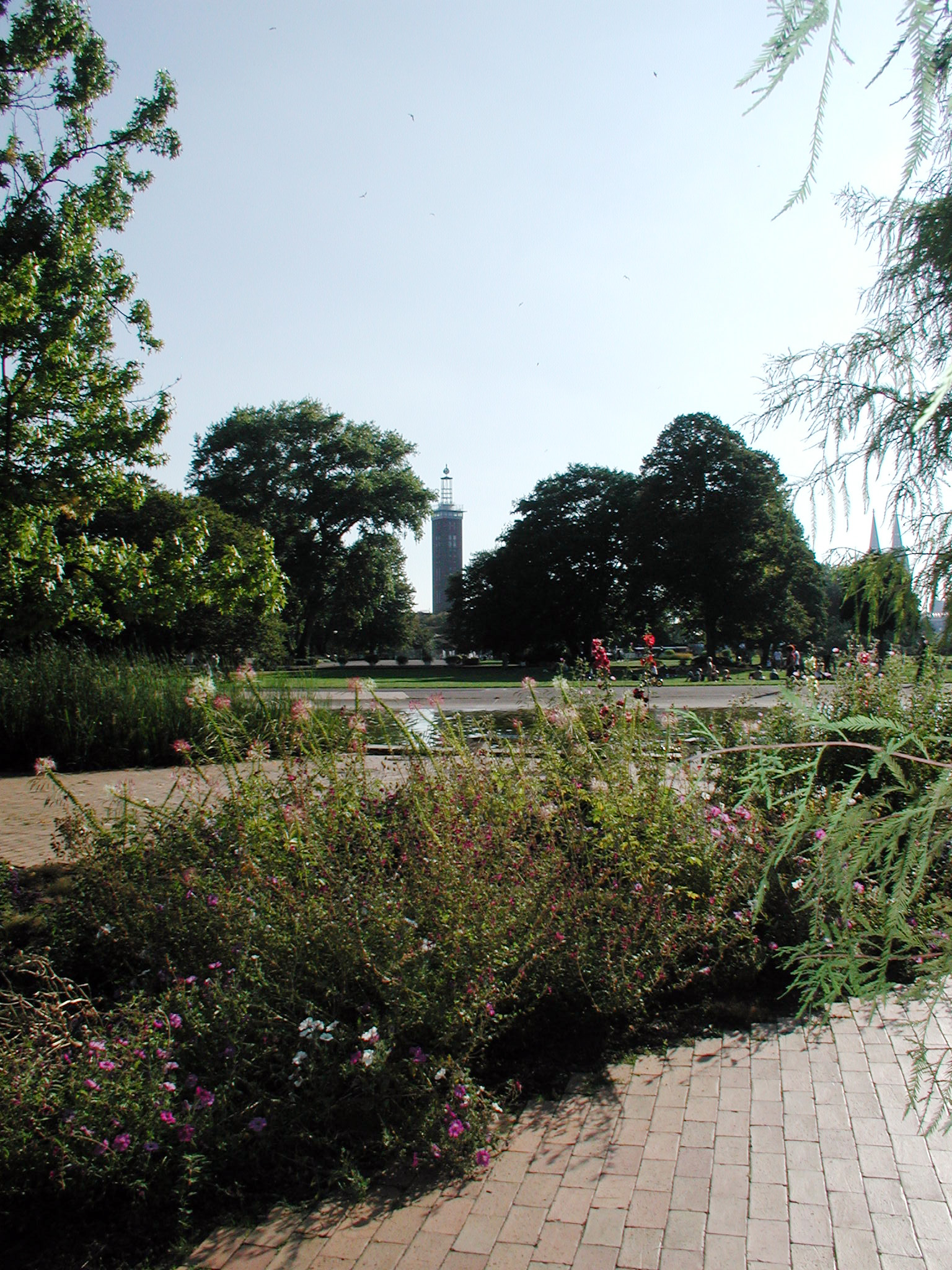
Blick zum Messeturm
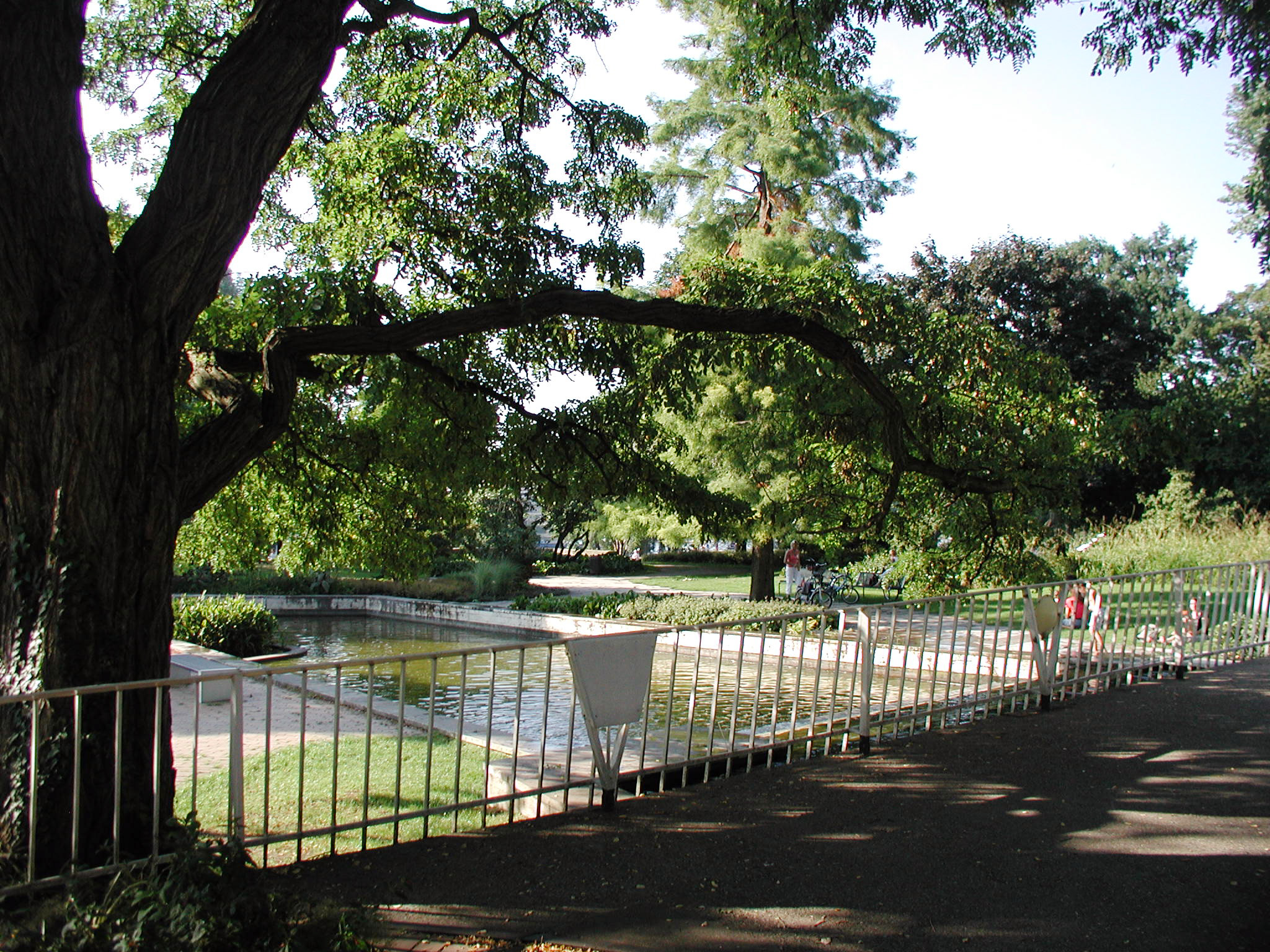
Detail
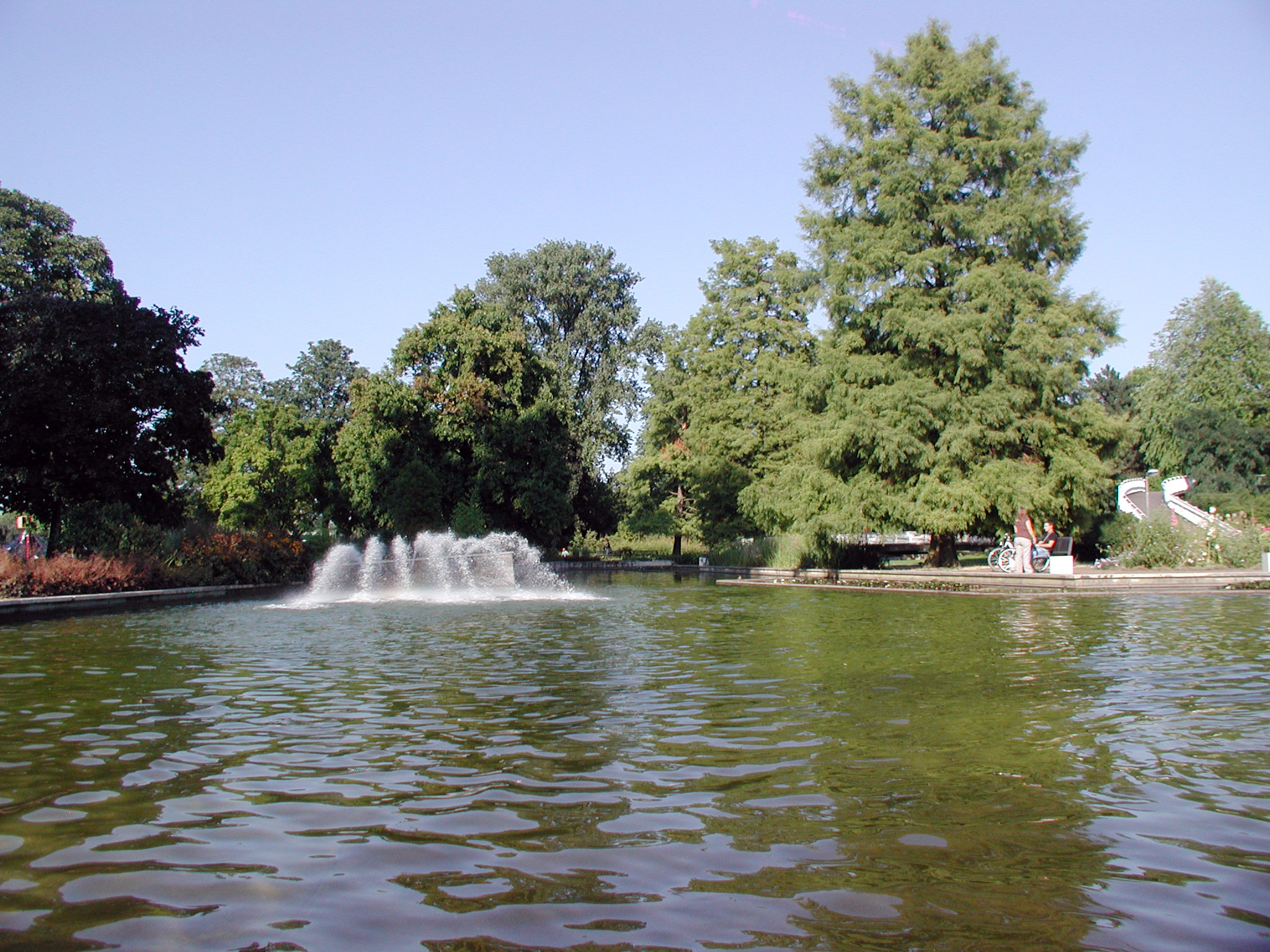
Wasserspiel

Schönbohm und sein Team modellierten in ihren Planungen die Landschaft und die in ihr vorgesehene Architektur. Damit wichen sie ab von den bis dahin üblichen, streng symmetrisch angelegten Formen und Anordnungen der Wege, Gehölze, Rabatten und Wasserkanäle. Alles sollte sich harmonisch in die entstehende Parkanlage einfügen und fließende Übergänge zu einzelnen geplanten Gartenbereichen und diversen Schwerpunkten bewirken.
Zunächst folgte die grobe Vorbereitung des Geländes. Durch die Verlegung des Auenweges an die Ostseite neben die Bahntrasse konnte für den Park neues Gelände hinzu gewonnen werden. Der so auf 480.000 m² (oder 48 Hektar) wesentlich erweiterte Park wurde sodann von einer Trümmerlandschaft in einen herrlichen Park für die Bundesgartenschau umgewandelt. Dabei wurden rund 40.000 m³ Trümmerschutt, die dort abgelagert worden waren, mit Humus überdeckt und in eine wellige Hügellandschaft geformt. Es wurden schließlich etwa 2,5 Millionen Blumen, Sträucher und Bäume angepflanzt.

## Ausgestaltung
Zur im Frühling 1957 eröffneten Gartenschau, die unter der Schirmherrschaft von Bundeskanzler Konrad Adenauer und des ersten Bundespräsidenten der Republik, Theodor Heuss, stand, wurde den Besuchern ein nicht wieder zu erkennender Rheinpark präsentiert. Neue weitläufige Wiesenflächen wurden von Baum- oder Buschgruppen aufgelockert. Größere und kleinere, von Staudengärten umgebene, oftmals mit Wasserspielen versehenen Teiche in ebenen oder hügeligen Bereichen waren geschaffen worden. So etwa die Anlage des kleinen Teiches hinter dem Rosengarten, der in Anlehnung an Adenauers Hobby, der Rosenzüchtung, den Namen „Adenauerteich“ erhielt. Über das Gelände verteilt erbaute die Firma des Gartenarchitekten Theo Breddermann insgesamt 14, aus Sandsteinplatten und Kieselmaterial gefertigte Brunnen, von denen zehn im Brunnengarten in kreisrunden gepflasterten Mulden arrangiert waren. Diese mit Fontänen ausgestatteten Brunnen waren bei Einbruch der Dunkelheit erleuchtet. Leider lag das Ensemble trotz einer Restaurierung 1998 lange ohne Funktion und harrte einer erneuten durchgreifenden Restaurierung, die durch Sponsorengelder erreicht werden sollte. Der Kölner Ortsverein des Rheinischen Vereins für Denkmalpflege und Landschaftsschutz hat es darum im Juli 2009 zum Denkmal des Monats erklärt. Ein Appell, der erfolglos blieb. Erst durch die Initiative der Nichte und der Neffen des Gartenarchitekten und deren 2011 gegründeten Fördervereins Brunnengarten im Rheinpark, aber besonders auch durch deren tätige Hilfe beim Kieselsammeln und bei der Wiederherstellung der Brunnenbecken konnten mit Hilfe der Stadt, die die Technik sanierte, der Ford-Ausbildungswerkstatt, die die Rekonstruktion der Brunnendüsen übernahm, konnte die Anlage im Frühling 2012 wieder in Gang gesetzt werden.

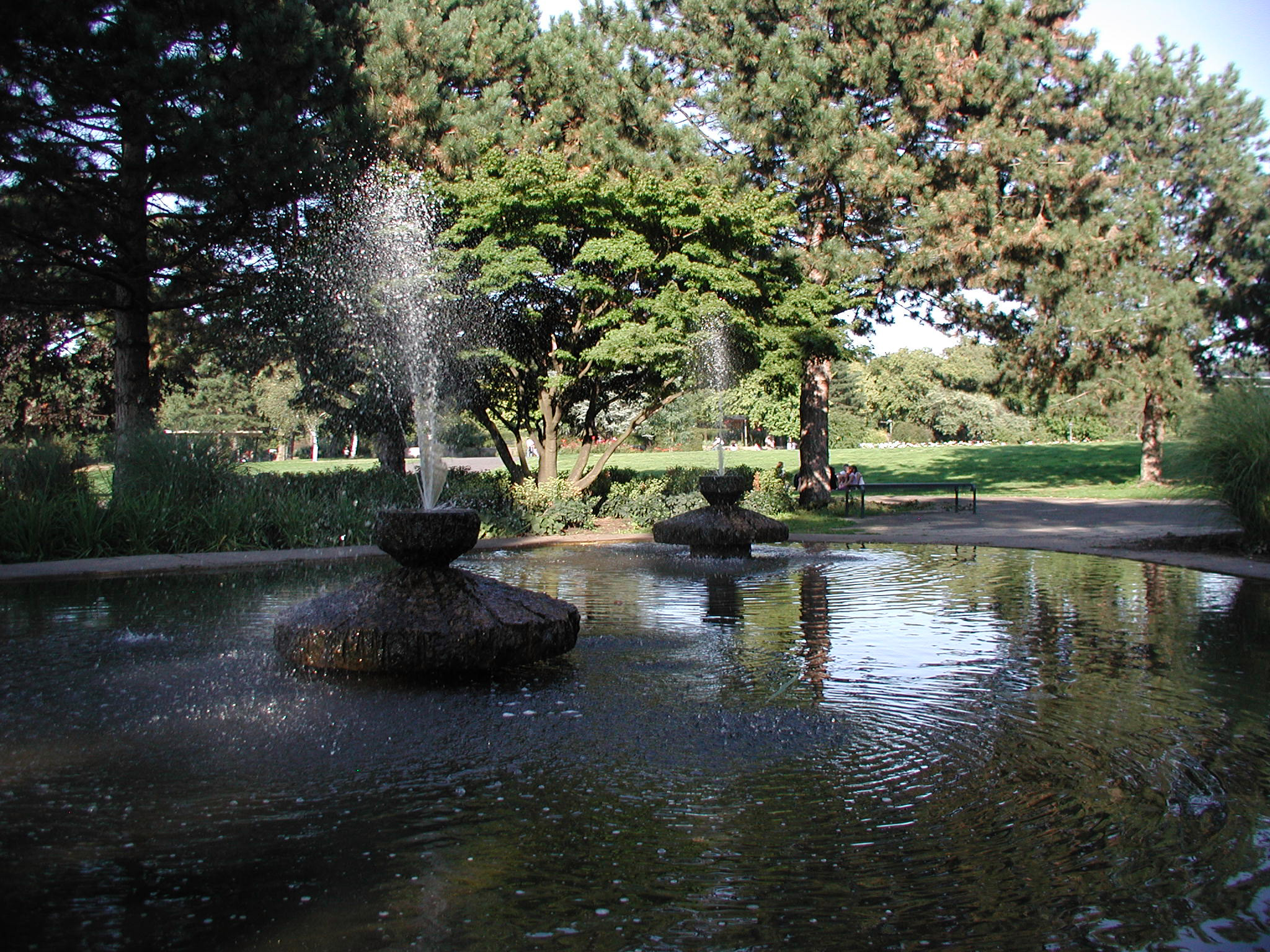
Brunnen im Adenauerweiher

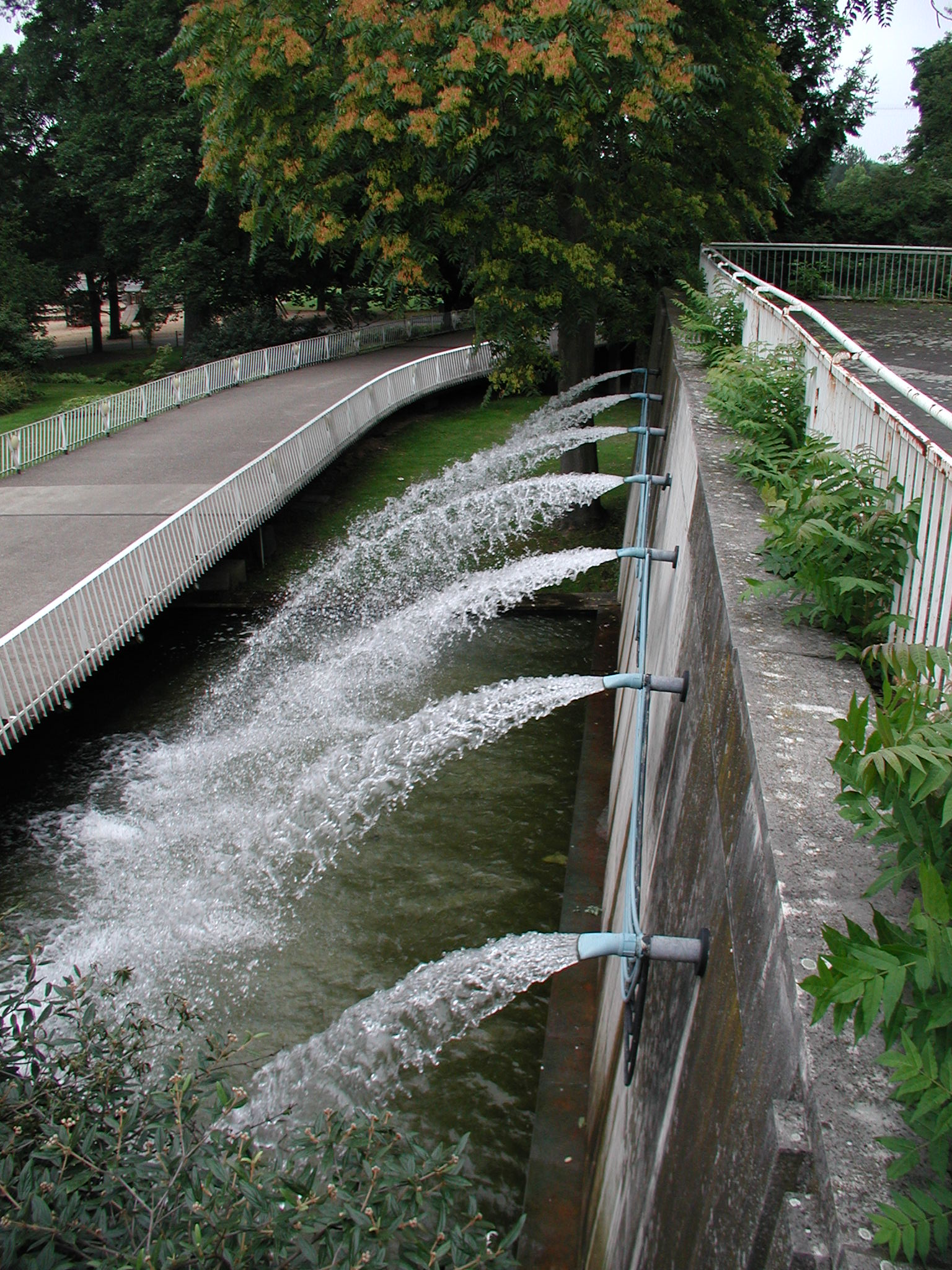
Wasserfall und Brücke

Neben der Vielfalt der im Gelände installierten Zierbrunnen war und ist die Anlage des „Wassergartens“ mit Brunnenhof ein zentraler Bereich und Anziehungspunkt des Parks. Die Wasseranlage begann (wie heute) an der unteren schrägen Terrassenwand des Parkcafés.

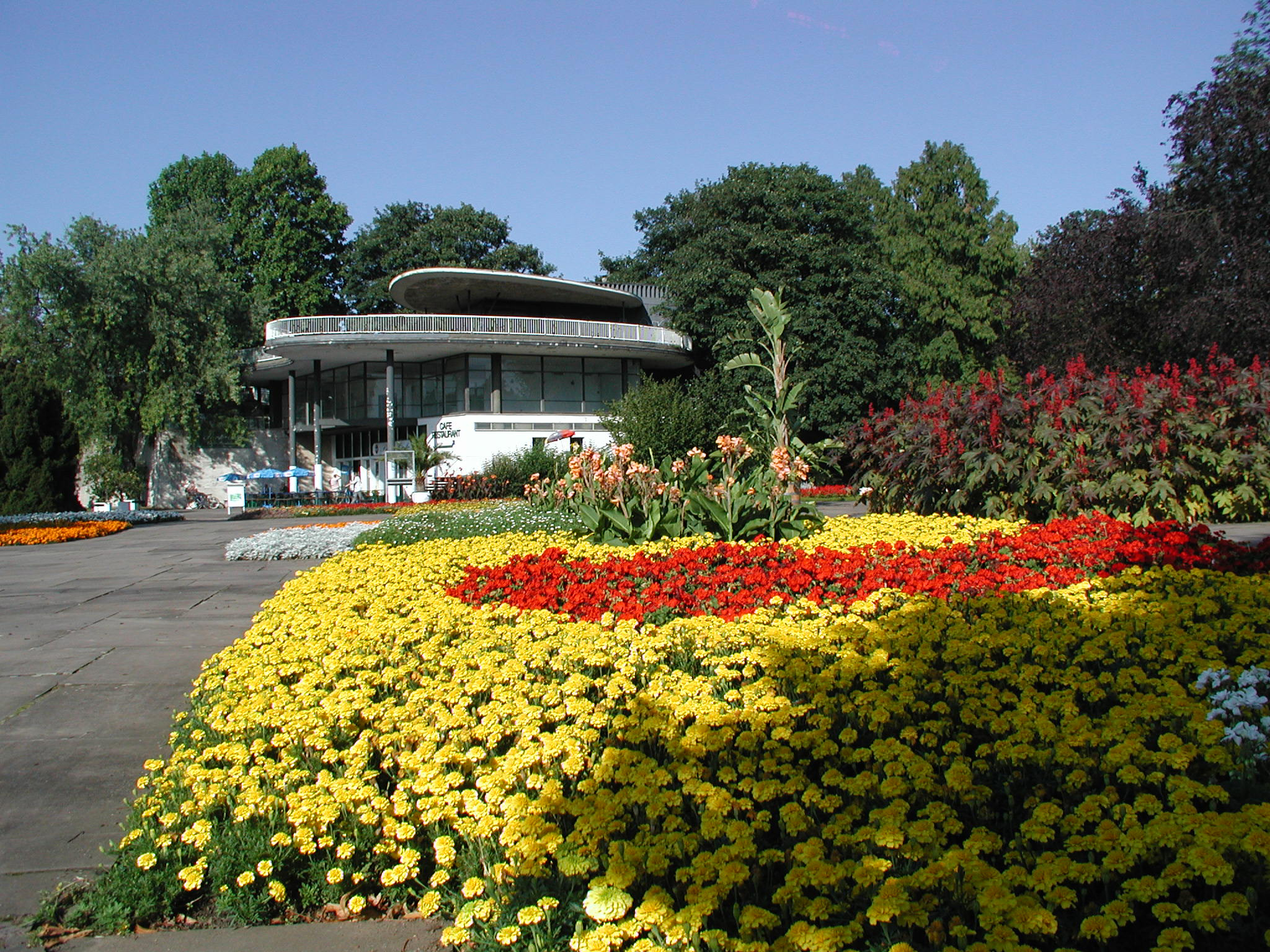
Ersatz des im Krieg zerstörten Teehauses, das Parkcafé

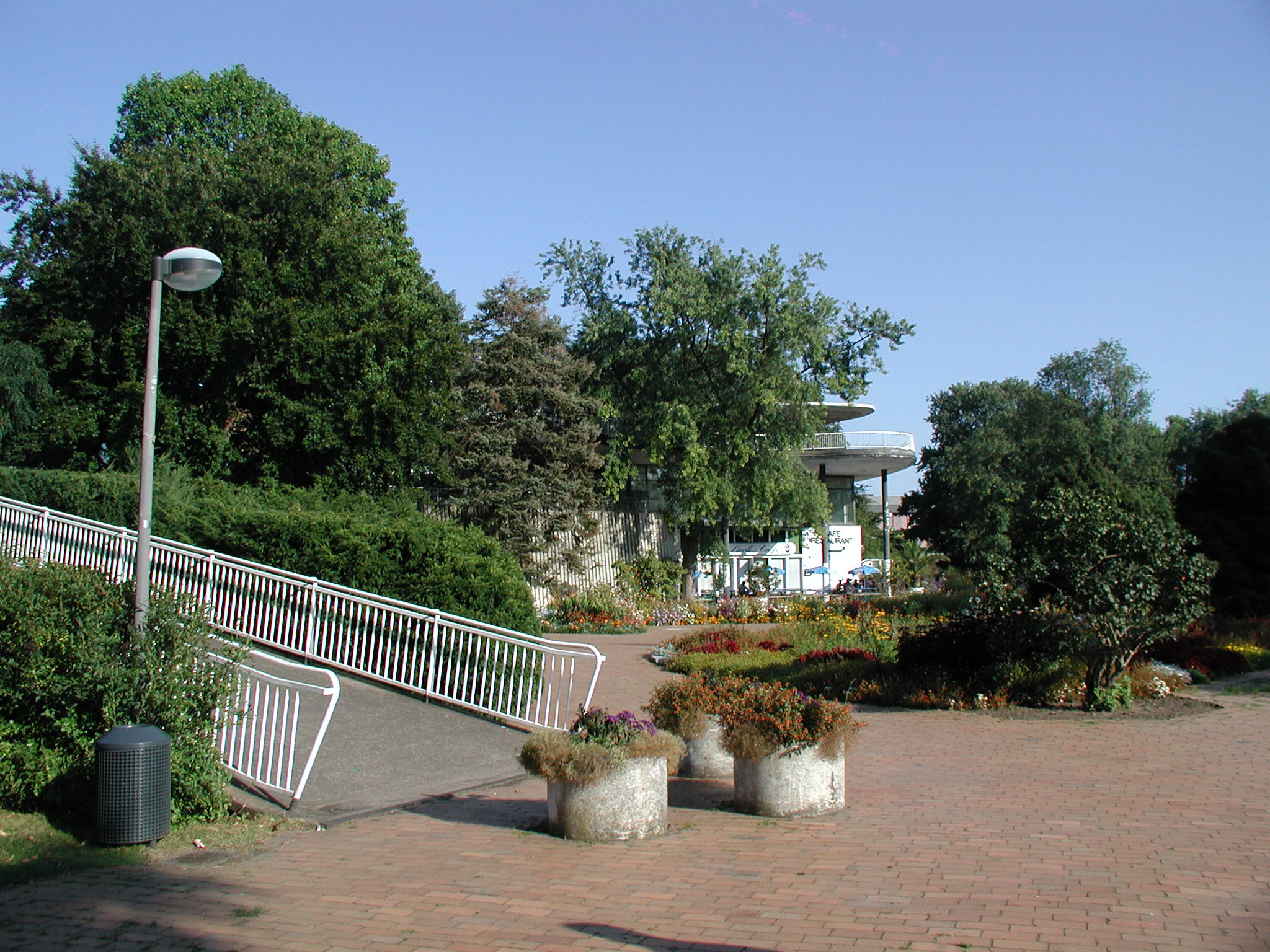
Aufgangsrampe zur Aussichtsterrasse des Parkcafés

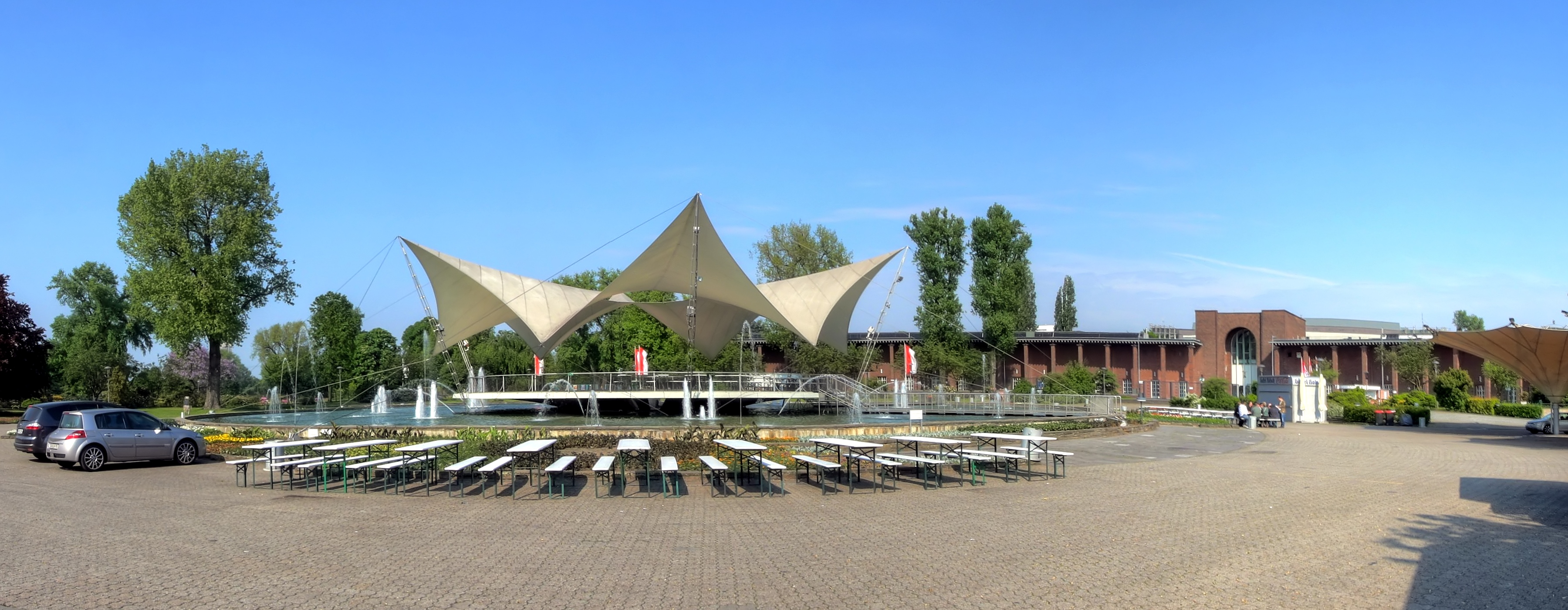
Tanzbrunnen mit Sternwellenzelt im Rheinpark Köln

Die von Josef Jaekel entworfene Anlage war ein künstlicher Wasserfall, der aus einer mit Travertinplatten verkleideten Terrassenwand aus einiger Höhe herab stürzte. Den Effekt erzeugten sieben mächtige in der Wand eingelassene von Metallschwingen eingefasste Düsen, deren ausgestoßene Wassermengen in ein erstes Auffangbecken stürzten. Von dort floss das Wasser, eine Fußgängerbrücke unterquerend, in mehreren Gefällestufen in eine größere Beckenanlage. Die asymmetrisch gestaltete nach Süden flach auslaufende Anlage hatte im Bereich des sich weitenden Beckens ebenfalls mehrere installierte Düsen, die, wie es in den 1950er Jahren beliebt war, horizontal über die Wasserfläche ihre Fontänen ausstießen. Die Uferzonen der Beckenausweitungen hatten zum Teil separierte mit Wasserpflanzen versehene Beckenbereiche oder waren dort, wo kein Weg angrenzte, an den seitlichen Einfassungen mit Röhricht bestanden.
Etwa 10.000 blühende Azaleen wurden gezeigt, aber auch Kakteen und weitere exotische Anpflanzungen neben unzähligen blühenden Tulpen und Narzissen und anderen Blumen. Dies alles konnte auf Wegen, die nun teilweise mit den neu aufgekommenen farbig eingefärbten Betonplatten belegt waren, durchwandert, aber auch durch eine Rundfahrt per Kleinbahn oder aus zehn Metern Höhe bei einer Fahrt mit der Sesselbahn betrachtet werden. Auch die Randbebauung, die Messe, wurde in die BUGA einbezogen: So zeigten spezielle Veranstaltungen „Das Berufsbild des Gärtners“ oder „Hilfe durch Grün“.
Anders als heute stand den Besuchern des Parks ein vielfältiges gastronomisches Angebot zur Auswahl. So das an alter Stelle in moderner Gestaltung wieder aufgebaute Restaurant „Rheinterrassen“, das auf seinen in Stufen angelegten Terrassen etwa 3000 Gästen Platz bot. Der zerstörte Bau des alten Teehauses wurde ersetzt durch eine „Parkhaus“ genannte Gaststätte (später Parkcafé). Deren obere Geschosse waren durch Treppen oder eine schmale Brückenrampe zur Aussichtsplattform zu erreichen. Das seit den 1990er Jahren bis auf einen Kioskbetrieb im Erdgeschoss geschlossene Bauwerk befindet sich heute in einem desolaten Zustand. Entworfen wurde das neue, teilweise dreigeschossige Gebäude von dem Grazer Architekten Rambald von Steinbüchel-Rheinwall, der das „Parkhaus“ für etwa 1200 Besucher konzipierte. Im Norden war in Höhe der Sachsenbergstraße das Milchrestaurant „Rosengarten“ gebaut worden, und am Ostausgang, am südlichen Auenweg gelegen, gab es einen Ausschank für Obstsäfte. Im nordöstlichen Bereich des Parks hatten die Besucher Gelegenheit, dem sogenannten „Gesundbrunnen“, einem natürlichen Brunnen der schwefel- und eisenhaltiges Wasser zu Tage brachte, Heilwasser zu entnehmen. Da die Gartenschau eintrittspflichtig war, baute man eine Ableitung des Brunnenwassers bis zur Außenseite des Parks am Auenweg, um so der Allgemeinheit die Möglichkeit zu geben, sich ebenfalls mit diesem Wasser zu versorgen. Diese Einrichtung einer „Zapfstelle“ an der Straße hatte über Jahrzehnte Bestand.
Ein weiterer architektonischer Höhepunkt ist das für die BUGA von Frei Otto gebaute Sternwellenzelt über der Tanzfläche, die schon 1950 vom Architekten Josef Op Gen Oorth über einer künstlich angelegten Wasserfläche gebaut wurde.
Der Erfolg dieser ersten Bundesgartenschau in Köln zeigte sich in den Besucherzahlen. Insgesamt wurden mehr als 4,3 Millionen Gäste gezählt.

## Bahnen
Insgesamt drei Bahnen bedienten die Bundesgartenschau:

### Kölner Seilbahn

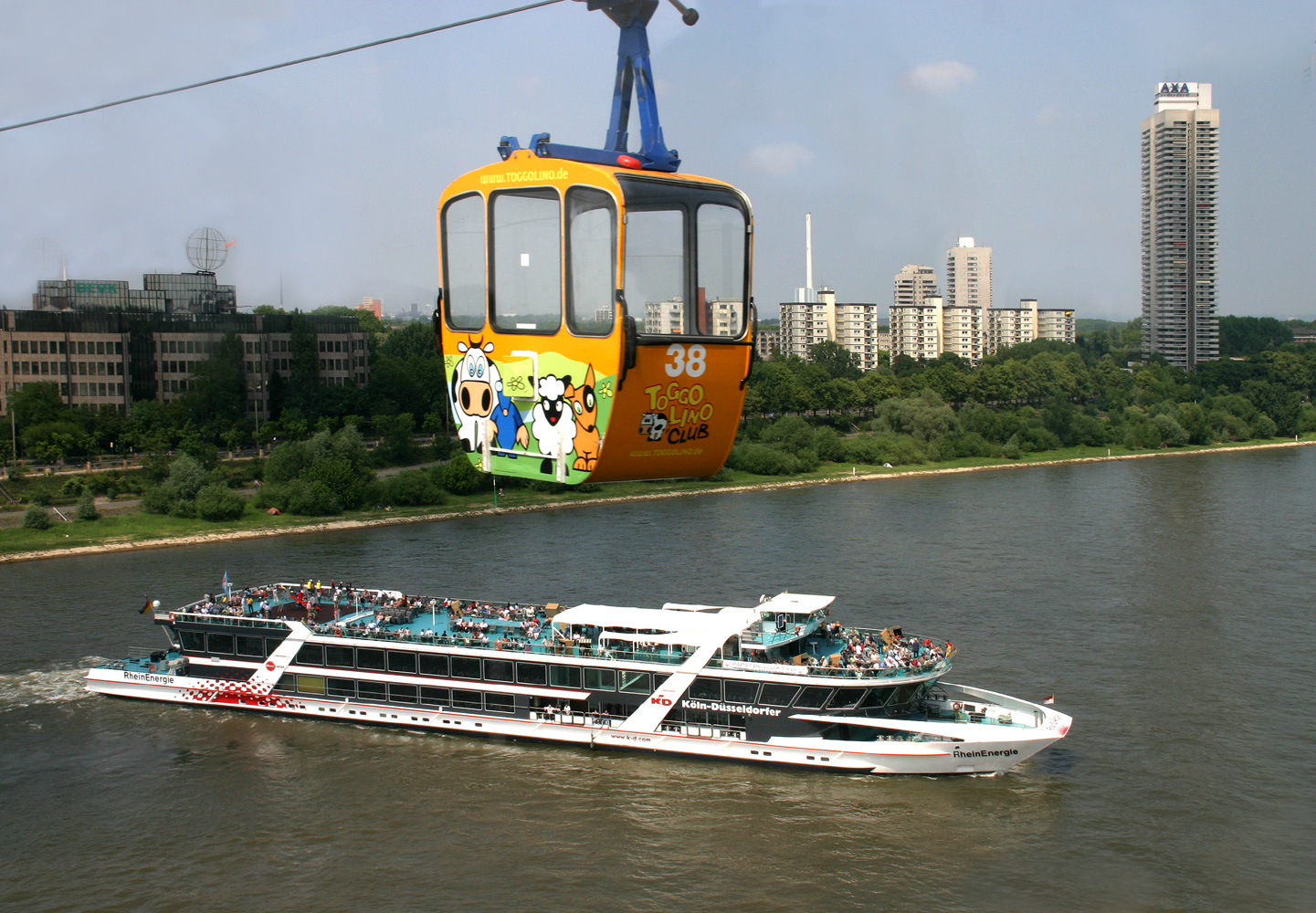
Kölner Seilbahn bei der Rheinquerung

Im Vorfeld der Planungen zur BUGA 1957 erhielt die ehemalige Zollstocker Firma Julius Pohlig (später: Pohlig-Heckel-Bleichert Vereinigte Maschinenfabriken AG, dann PHB Weserhütte AG) nach einem Ratsbeschluss vom 21. Juli 1955 den Auftrag, den Rheinpark in seinem nördlichen Bereich mit den linksrheinisch gelegenen Anlagen des Zoologischen Gartens und der Flora im gegenüberliegenden Stadtteil Riehl durch eine Seilbahn zu verbinden.
Errichtet wurde nach Entwürfen von Hans Brüggemann eine Konstruktion für 1,5 Millionen DM. Die Seilbahn, die auch als einzige Fluss-Seilbahn Europas bezeichnet wurde, hat eine Länge von 624 Meter und überquert den Rhein in 28 m Höhe. Die Kölner Seilbahn fährt seit 1998 unter Geschäftsführung der Kölner Verkehrs-Betriebe (KVB).

### Sesselbahn
Im Park selbst wurde – ebenfalls von den Pohligwerken – eine Sesselbahn über eine Strecke von 654 Meter Länge gebaut, die in 10 m Höhe über das Ausstellungsgelände führte. Sie verband den rechtsrheinischen Endpunkt der Kölner Seilbahn mit dem Haupteingang des Rheinparks. Die Anlage wurde im Sommer 2003, nachdem sie Jahre zuvor bereits stillgelegt worden war, abgerissen. Als Gründe für die Stilllegung wurden Unrentabilität und nicht mehr zeitgemäße Fahrgastsicherheit genannt, doch entscheidend waren wohl die Erweiterungspläne des Thermalbades, denen die nördliche Station im Wege stand.

### Kleinbahn
Für die Bundesgartenschau wurde zudem eine Parkeisenbahn gebaut, die auf einem Rundkurs über das Ausstellungsgelände verkehrte. Für die Bundesgartenschau 1971 wurde die  Strecke erneut in Betrieb genommen, aber diesmal mit Spurbreite von 600 mm (statt vorher 381 mm) und ist bis heute im täglichen Betrieb.

## Gartenpräsentationen außerhalb des Rheinparks
Für die vier speziellen Themen des Gartenbaugewerbes namentlich Kleingartenwesen, Grabgestaltung und Siedlergärten und Siedlungsgrün wurde entschieden diese nicht im weitläufigen Rheinpark zu präsentieren, sondern in der näheren Umgebung auszulagern. Von diesen vier Sonderausstellungen ist nur noch das Siedlungsgrün heute noch erlebbar.
Für das Thema Siedlungsgrün wurde die 1956 neu erbaute Stegerwaldsiedlung von der
Deutschen Wohnungsgesellschaft (DEWOG) ausgewählt und vom Gartenarchitekt Walter Preußer zwischen den Mietwohnungen eine Grünanlage gestaltet. „Die Begrünung galt damals und gilt noch heute als beispielhafte nachkriegszeitliche Grünraumgestaltung: So wurden die Bäume nicht in Reihen, sondern einzeln oder in Gruppen gepflanzt; darüber hinaus wurden sie nicht allzu nah an die Häuser platziert, um die Wohnungen nicht zu verdunkeln.“